# توما جونيور بوبوف
توما جونيور بوبوف (بالبلغارية: Тома Джуниър Попов) هو لاعب كرة الريشة فرنسي، ولد في 29 سبتمبر 1998 في صوفيا في بلغاريا.

## وصلات خارجية
- توما جونيور بوبوف على موقع BWF.tournamentsoftware.com (الإنجليزية)
- توما جونيور بوبوف على موقع BWFbadminton.com (الإنجليزية)
- توما جونيور بوبوف على موقع اللجنة الأولمبية الدولية (الإنجليزية)
- توما جونيور بوبوف على موقع اللجنة الأولمبية الفرنسية (مؤرشف) (الفرنسية)